# Libertados
Libertados, é um documentário de longa-metragem, lançado em 2014, dirigido por  Kim Teixeira e Ricardo Aidar, que também escreveu o roteiro. O longa é comemorativo da conquista da Copa Libertadores da América de 2012 pelo Sport Club Corinthians Paulista.

## Sinopse
Com muitas imagens inéditas de campo e de bastidores, o filme conta, por depoimentos de torcedores ilustres e desconhecidos, de dirigentes, do técnico e elenco do Corinthians, a conquista inédita pelo time corinthiano da Copa Libertadores da América de 2012 de forma invicta ao enfrentar durante a campanha equipes como o brasileiro Santos, de Neymar, e culminando com a vitória sobre o time argentino Boca Juniors, de Riquelme, na grande final.